# يوهانا لوزينغر

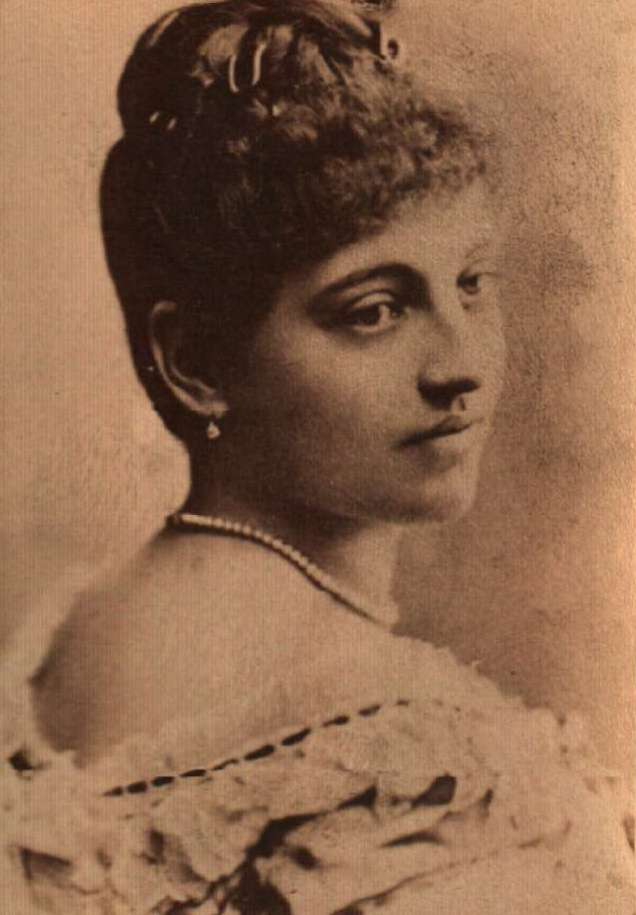
يوهانا لوزينغر قبل عام 1900

يوهانا ماريا لويز لوزينغر (1865 - 1951)، ممثلة، عازفة بيانو، مغنية أوبرا سوبرانو نمساوية. ولدت في 8 أبريل 1865 في براتيسلافا التابعة انذاك للإمبراطورية النمساوية، وهي ابنة جون لوزينغر وماريا ميير.
بعد أن أكملت دراستها في الغناء غنت في براغ، أوبافا، لينتس، وفي مسرح البلاط في دارمشتادت، وكانت مشهورة بغنائها لأعمال موزارت. تزوجت لوزينغر من الأمير ألكسندر باتنبرغ (1857-1893) في 6 فبراير 1889 في منتون جنوب فرنسا، وكان الأمير الكساندر قد تنازل عن عرش إمارة بلغاريا في عام 1886 , وقد أخذ باستعمال لقب كونت فون هارتناو وهو اللقب الذي حملته يوهانا بدورها.
استقر الزوجان في غراتس بالنمسا وكان لهما طفلان أسين لودفيغ ألكسندر (1890-1965) وماري تيريز فيرا زفيتانا (1893 -1935).

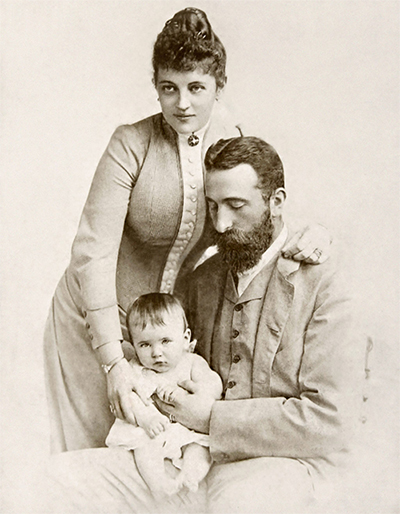
يوهانا مع زوجها الامير الكساندر وابنهما أسين

بعد وفاة زوجها المبكرة انتقلت يوهانا لوزينغر إلى فيينا حيث أصبحت راعية مهمة لعدد من الجمعيات الموسيقية، ومن بين مناصبها الأخرى كانت لوزينغر رئيسة فرقة فيينا السمفونية.

## الوفاة
توفيت يوهانا لوزينغر في 20 يوليو 1951 في فيينا ودفنت في مقبرة سانت ليونهارد في غراتس.

## وصلات خارجية
- يوهانا لوزينغر على موقع مونزينجر (الألمانية)

- الكونتيسة فون هورتناو